# Hadronector donbairdi
Hadronector donbairdi è un pesce osseo estinto, appartenente ai celacantiformi. Visse nel Carbonifero inferiore (circa 325 - 330 milioni di anni fa) e i suoi resti fossili sono stati ritrovati in Nordamerica.

## Descrizione
Questo animale era vagamente simile all'odierna latimeria, ma se ne differenziava per caratteristiche osteologiche più arcaiche. Era di dimensioni molto piccole: raggiungere i 12 centimetri di lunghezza. Il corpo e i lobi delle pinne erano completamente ricoperti da scaglie sottili e sovrapposte. Le pinne erano dotate di pochi raggi molto spaziati fra loro. Il corpo era robusto e tozzo, e la coda era di forma squadrata. La bocca era quasi priva di denti, ed è probabile che Hadronector fosse dotato di forti labbra simili a quelle di molti altri celacanti. 

## Classificazione
Hadronector donbairdi venne descritto per la prima volta nel 1984, sulla base di fossili ben conservati ritrovati nel giacimento di Bear Gulch, in Montana. Nonostante la forma del corpo piuttosto simile a quella dei celacanti successivi, Hadronector sembrerebbe essere stato un celacanto piuttosto arcaico, affine ad Allenypterus. Il cranio di Hadronector era dotato di numerose plesiomorfie, così come le ossa della regione guanciale. 

## Paleobiologia
Hadronector viveva in un ambiente marino costiero e doveva essere un buon nuotatore, con una notevole capacità di accelerazioni improvvise su brevi distanze. Era un predatore che si nutriva di piccoli animali.